# Enric Casals
Enric Casals i Defilló (* 5. Juli 1892 in Barcelona; † 31. Juli 1986 ebenda) war ein katalanischer Geiger, Komponist und Dirigent. Er war der Bruder des Cellisten Pau Casals.

## Leben und Werk
Einführenden Unterricht in die Musik erhielt Casals von seinem Vater, dem Organisten und Pianisten Carles Casals. Dann studierte er in Barcelona bei Rafael Gálvez und Mathieu Crickboom Violine. Später studierte er am Brüsseler Konservatorium und absolvierte Aufbaustudien bei František Suchy in Prag. Er war der Gründer des Casals-Streichquartett. Er trat als Solist mit verschiedenen Orchestern und Ensembles auf, auch mit dem Pau Casals Orchester, bei dem er gelegentlich Regie führte. Er beteiligte sich an der Organisation des Festivals von Prades.
Er komponierte Konzerte für Violine und Cello, eine Sonate für Cello und Orchesterwerke, Orchestersardanas. Er wirkte auch als Musikpädagoge. Gonçal Comellas sowie die Brüder Gerard und Lluís Claret gehörten zu seinem Schülerstamm.

## Werke
- Violinkonzert
- Konzert für Violoncello und Orchester
- Suite in d-moll: Hommage an Pau Casals (1973), für Violoncello